# Cressa dubia
Cressa dubia är en kräftdjursart som beskrevs av Charles Spence Bate 1857. Cressa dubia ingår i släktet Cressa och familjen Cressidae. Arten är reproducerande i Sverige. Inga underarter finns listade i Catalogue of Life.